# 클레어 쿠퍼
클레어 쿠퍼(Claire Cooper, 1980년 10월 26일 ~ )는 잉글랜드의 배우이다. 연속극 《홀리오크》의 재키 맥퀸 역으로 출연했다.